# شبهة
الشبهة في لسان العرب الشُّبْهةُ: الالتباسُ. وأُمورٌ مُشْتَبِهةٌ ومُشَبِّهَةٌ: مُشْكِلَة يُشْبِهُ بعضُها بعضاً؛ وشَبَّهَ عليه: خَلَّطَ عليه الأَمْرَ حتى اشْتَبه بغيره. ، وفي المعجم الوسيط: «الشُبْهَةُ: الالتباس، واشتبه الأمر عليه: اختلط، واشتبه في المسألة: شكَّ في صحتها» ، وفي الاصطلاح عرّفها الزحيلي: الشبهة «الشيء الغامض الذي يصـاحب أمـراً فيمتنـع تمييزه عن غيره»

## المحكم والمتشابه في القرآن
روى البخاري
| شبهة | عن عائشة رضي الله عنها قالت تَلَا رَسُولُ اللهِ صَلَّى اللَّهُ عليه وَسَلَّمَ: {هو الذي أَنْزَلَ عَلَيْكَ الكِتَابَ منه آيَاتٌ مُحْكَمَاتٌ هُنَّ أُمُّ الكِتَابِ وَأُخَرُ مُتَشَابِهَاتٌ، فأمَّا الَّذِينَ في قُلُوبِهِمْ زَيْغٌ فَيَتَّبِعُونَ ما تَشَابَهَ منه ابْتِغَاءَ الفِتْنَةِ وَابْتِغَاءَ تَأْوِيلِهِ، وَما يَعْلَمُ تَأْوِيلَهُ إلَّا اللَّهُ، وَالرَّاسِخُونَ في العِلْمِ يقولونَ آمَنَّا به كُلٌّ مِن عِندِ رَبِّنَا، وَما يَذَّكَّرُ إلَّا أُولو الألْبَابِ} [آل عمران: 7] قالَتْ: قالَ رَسُولُ اللهِ صَلَّى اللَّهُ عليه وَسَلَّمَ: إذَا رَأَيْتُمُ الَّذِينَ يَتَّبِعُونَ ما تَشَابَهَ منه، فَأُولَئِكَ الَّذِينَ سَمَّى اللَّهُ فَاحْذَرُوهُمْ | شبهة |

نقل ابن حجر في فتح الباري (وقال الخطابي: المتشابه على ضربين: أحدهما ما إذا رد إلى المحكم واعتبر به عرف معناه، والآخر ما لا سبيل إلى الوقوف على حقيقته، وهو الذي يتبعه أهل الزيغ فيطلبون تأويله، ولا يبلغون كنهه، فيرتابون فيه فيفتنون)

## أثر الشبهة على الحدود الشرعية
ذكر العلماء قاعدة (إدرؤا الحدود بالشبهات)، وقد جاء حَدِيثِ عُمَرَ مَوْقُوفًا عَلَيْهِ بِإِسْنَاد صَحِيح:((لأن أخطئ في الحدود بالشبهات، أَحَبُ إليَّ من أن أقيمها بالشبهات)) فالمقصود من كلمة عمر درء الحد مهما أمكن، فالحدود تسقط بالشبهات.